# Loebny
Loebny (Oekraïens: Лубни) is een stad in de Oekraïense Oblast Poltava. Loebny ligt ongeveer 140 km ten noordwesten van Poltava en 200 km ten zuidoosten van Kiev. Op 1 januari 2021 had Loebny naar schatting 44.595 inwoners.

## Bevolking
Op 1 januari 2021 telde Loebny naar schatting 44.595 inwoners. Het aantal inwoners vertoont al meerdere jaren een dalende trend: in 1989, kort voor het uiteenvallen van de Sovjet-Unie, had de stad nog 59.478 inwoners.
In 2001 bestond de stad etnisch uit Oekraïners (47.401 personen - 91%) en Russen (4.257 personen - 8%). Uitgezonderd van 178 Wit-Russen (0,3%) waren er geen andere vermeldenswaardige minderheden.
De meest gesproken taal in de stad is het Oekraïens. In 2001 sprak 91% van de bevolking het Oekraïens als eerste taal, terwijl 8,6% van de bevolking het Russisch sprak.